# 로마 미사 성가집

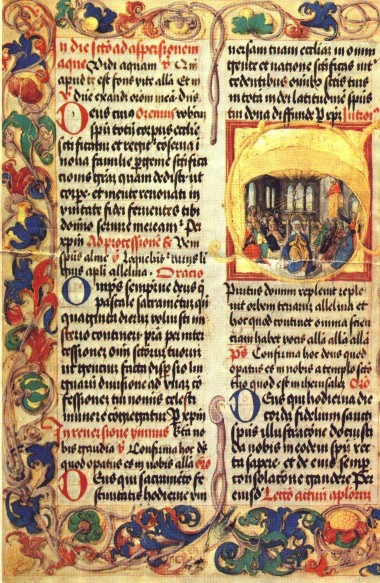
필사본 전례서인 폴란드 국왕 요한 알베르토의 로마 미사 성가집

로마 미사 성가집(Graduale Romanum)은 기독교 라틴 전례의 미사에서 사용하는 고유문과 미사통상문 노래의 본문(가사)와 선율을 모아 놓은 전례서이다.

## 서술
라틴어 Graduale Romanum은 화답송(Graduale)에서 유래한다. 라틴어 이름 Graduale와 이를 번역한 화답송의 옛 이름 층계송은 라틴어 gradus(층계)에서 유래하는 데, 그것은 처음에 선창자들이 화답송을 독서대로 올라가는 층계에서 불렀기 때문이다.
이 전례서는 미사에서 사용되는 거의 모든 고유문과 미사통상문 노래를 모아 놓았다. 로마 전례의 관습에 따르면 주례 사제가 부르는(말하는) 부분은 일반적으로 오르간 등의 악기 반주를 하지 않는다. 다른 노래 곧 후렴, 시편, 찬미가, 부속가, 화답송은 오르간과 악기 사용이 금지되어 있는 시기가 아니면 반주를 할 수 있다.
시간 전례의 성무일도에 관해서는 성무일도 노래집을 참조한다.

## 구조
로마 미사 성가집의 구조와 주요 내용은 아래와 같다.
- 지침
- 전례 시기(대림, 성탄, 사순, 성주간, 성삼일, 부활, 연중 시기, 연중 시기 주님의 축일들)
- 공통(성당 봉헌, 마리아, 사도, 순교자, 목자, 교회 학자, 동정녀, 성인 성녀 공통)
- 성인 고유(1월 - 12월)
- 예식 미사(어른 입교, 성품 수여, 병자 영성체, 혼인, 수도원장 축복, 동정녀 축복과 종신 서원)
- 기원 미사
- 신심 미사
- 위령 전례
- 미사 통상문 노래
- 부록(성인 호칭 기도, 사은찬미가, 성령 송가, 주님 봉헌 축일의 행렬 노래, 그리스도의 성체성혈 대축일의 행렬 노래)
- 성 베네딕토 수도회 고유 노래

## 구별
- 단순 미사 성가집(Graduale Simplex): 로마 미사 성가집의 내용을 간추리고 어려운 곡들을 정리하여 사용하기 쉽게 만든 별도의 전례서이다.

## 원본
오늘날 라틴어 원문으로 된 가사과 선율을 확인할 수 있는 책은 아래와 같다.
- Graduale Sacrosanctæ Romanæ Ecclesiæ de tempore & de Sanctis. Primum Sancti Pii X iussu restitutum & editum, Pauli VI Pontificis Maximi cura nunc recognitum, ad exemplar «Ordinis Cantus Missæ» dispositum, & rhythmicis signis a Solesmensibus monachis diligenter ornatum. Solesmis [Solesmes] 1979. (Imprimatur Tornaci, die 24 decembris 1973 [Tournai: Desclée 1974.])

## 같이 보기
- 오르간
- 화답송(그라두알레)
- 통합 성가집(리베르 우수알리스)
- 삼중 기보 미사 성가집(그라두알레 트리플렉스)
- 단순 미사 성가집(그라두알레 심플렉스)